# Bidu Sayão
Balduína de Oliveira Sayão, mais conhecida como Bidu Sayão, (Rio de Janeiro, 11 de maio de 1902 — Rockport, 12 de março de 1999) foi uma célebre intérprete lírica brasileira. Considerada uma das maiores estrelas da ópera de todos os tempos, foi uma das maiores intérpretes do Brasil.

## Biografia
Filha de Pedro Luiz de Oliveira Sayão e de Maria José da Costa Oliveira Sayão, nasceu na Praça Tiradentes, no centro do Rio de Janeiro. Bidu Sayão começou estudando canto com Elena Theodorini, uma romena que então vivia no Brasil. Elena a levou para a Romênia, onde continuou seus estudos. Mais tarde, foi para Nice, na França, onde foi aluna de Jean de Reszke, um tenor polonês que a ajudou a consolidar sua técnica vocal. Bidu estreou em 1926 no Teatro Costanzi de Roma, no papel de Rosina em O Barbeiro de Sevilha, de Rossini. Sua estreia no Metropolitan Opera House de Nova Iorque se deu em 1937 no papel de Manon na ópera de Massenet.
Foi parte do elenco do Metropolitan durante muitos anos. Arturo Toscanini era seu admirador, referindo-se a ela como la piccola brasiliana (traduzido do italiano, significa "a pequena brasileira"). Em fevereiro de 1938, cantou para o casal Roosevelt na Casa Branca. Roosevelt lhe ofereceu a cidadania estadunidense, mas ela recusou. De acordo com ela mesma, "no Brasil eu nasci e no Brasil morrerei". Entretanto, ela morreu de pneumonia nos Estados Unidos em 1999, antes de completar 97 anos, sem realizar um de seus desejos: rever a Baía de Guanabara.
Havia uma viagem agendada para este propósito no ano de seu centenário, mas a soprano faleceu antes disso. Ao morrer, morava na cidade de Lincolnsville, no estado americano do Maine, onde residiu grande parte de sua vida.

## Decepção

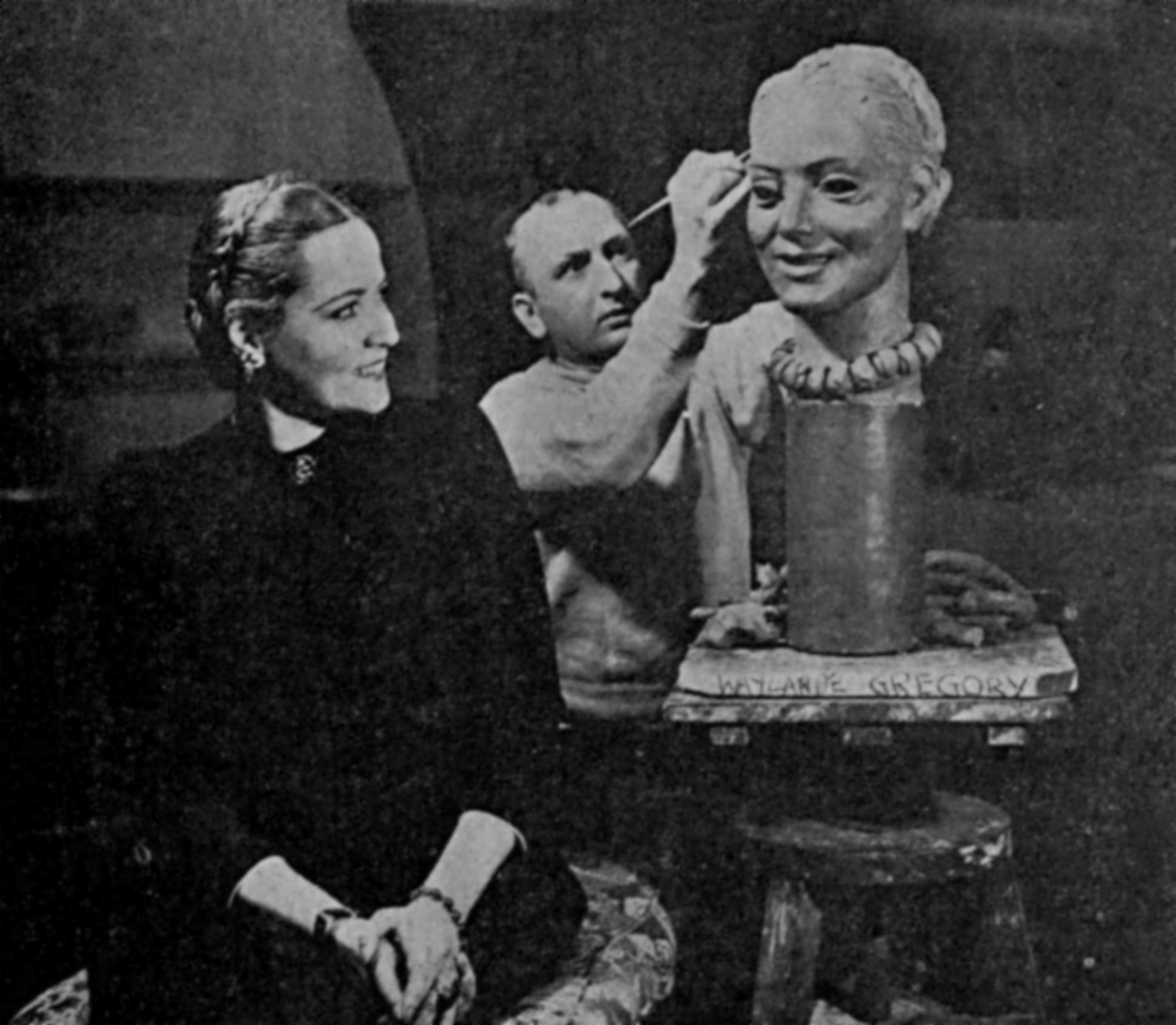
Bidu Sayão com o escultor Waylande Gregory que lhe faz um busto, em 1942.

Consta que Bidu Sayão apresentou-se pela última vez, antes da Segunda Guerra Mundial, no Rio de Janeiro em 1937, bem antes do término de sua carreira, apesar de ali ter sido vaiada durante a apresentação ao cantar Pelléas et Mélisande no Municipal do Rio. Diz-se que a vaia teria sido organizada pela claque da meio-soprano Gabriella Besanzoni Lage, cujo sucesso na Carmen eles não desejavam que fosse empanado pela carioca que vinha dos Estados Unidos coberta de louros. Entretanto neste mesmo ano, 1937, arrebatou a plateia do Metropolitan de Nova Iorque com a sua interpretação da Manon de Jules Massenet. 
Em 1946, justamente quando estava ocorrendo seu processo de divórcio, regressou ao Brasil por um período. Apresentou-se no Theatro Municipal no dia 15 de agosto de 1946, na montagem da ópera Romeu e Julieta de Gounod, com o regente Jean Morel e a orquestra do Theatro Municipal.
Em 17 de agosto de 1946, apenas dois dias após a apresentação de Romeu e Julieta de Gounod, Bidu novamente se apresenta no Theatro Municipal, interpretando o papel principal da ópera Pelléas et Mélisande, de Claude Debussy.
Entre agosto e setembro de 1946, Bidu Sayão ainda se apresentaria mais algumas poucas vezes no mesmo Theatro Municipal, apresentações estas que seriam as suas últimas no Brasil pois em seguida retornaria aos EUA. 
Em depoimento à mídia, Bidu esperava ter sido convidada para a inauguração de Brasília, em 21 de abril de 1960, o quê não ocorreu. Afirmou que, talvez por residir nos Estados Unidos, teria sido ignorada. Foi mais uma decepção. 
Entretanto, segundo alguns, a amargura daquela apresentação traumática de 1937 e a de 1960 talvez só tenham sido abrandadas na comovente homenagem que no Brasil recebeu em 1995, quando sua vida e sua carreira foram enredo da escola de samba Beija-Flor. Ela veio no último carro alegórico, O Cisne Negro, sentada num trono cuidadosamente preparado para ela.

## Graça e delicadeza

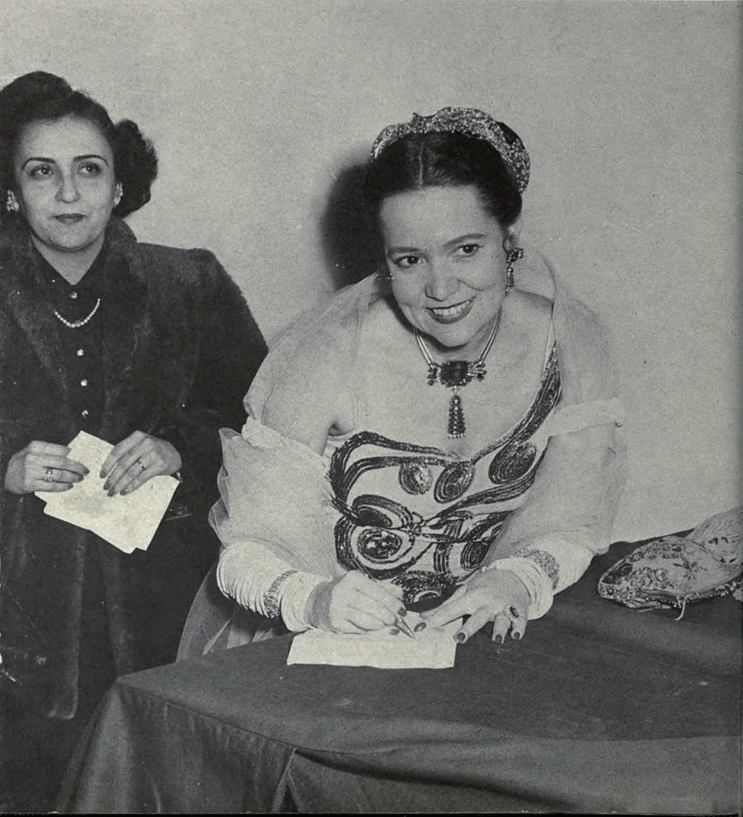
Bidu Sayão durante uma visita à Universidade de Michigan. (c.1953)

Além da baixa estatura, Bidu Sayão tinha uma voz que a tornava mais adequada para os papéis femininos mais delicados e graciosos. Entre os papéis nos quais ela mais se destacou, podemos mencionar Mimì em La Bohème de Puccini, Susanna em As Bodas de Fígaro de Mozart, Zerlina em Don Giovanni, Violetta em La Traviata de Verdi, Gilda em Rigoletto, Zerbinetta em Ariadne auf Naxos de Richard Strauss, e os papéis femininos principais em Romeu e Julieta de Gounod e Pelléas et Mélisande, a única ópera de Debussy.

## Discografia
- Le Nozze di Figaro
- Le Nozze di Figaro - Resenha crítica (em inglês)
- Seleção de árias e canções
- Opera Arias